# Philisca accentifera
Philisca accentifera là một loài nhện trong họ Anyphaenidae.
Loài này thuộc chi Philisca. Philisca accentifera được Eugène Simon miêu tả năm 1904.